# لیگ ملی فوتبال گرجستان
 لیگ ملی فوتبال گرجستان (به گرجی: ეროვნული ლიგა) معتبرترین لیگ فوتبال در کشور گرجستان است که از سال ۱۹۹۰ تاکنون برگزار می‌شود. این لیگ از ۱۲ تیم که از سراسر کشور گرجستان در آن شرکت می‌کنند برگزار می‌شود.
باشگاه فوتبال دینامو تفلیس با ۱۹ قهرمانی پرافتخارترین تیم این سری مسابقات به حساب می‌آید.

## پرافتخارترین باشگاه‌ها
| باشگاه            | قهرمانی |
| ----------------- | ------- |
| دینامو تفلیس      | ۱۹      |
| تورپدو کوتائیسی   | ۴       |
| دبلیوآی‌تی گرجستان | ۲       |
| متالورژی روستاوی  | ۲       |
| زستافونی          | ۲       |
| سیونی بولنیسی     | ۱       |
| دیلا گوری         | ۱       |
| سامتردیا          | ۱       |
| سابورتالو تفلیس   | ۱       |